# Kościół Matki Bożej Częstochowskiej w Pile-Motylewie
Kościół Matki Bożej Częstochowskiej w Pile-Motylewie – rzymskokatolicki kościół parafialny należący do parafii Matki Bożej Częstochowskiej w Pile-Motylewie, dekanatu Piła, diecezji koszalińsko-kołobrzeskiej, zlokalizowany w Pile (w dzielnicy Motylewo), w powiecie pilskim, w województwie wielkopolskim.

## Historia
Jest to najstarszy kościół w Pile. Świątynia została wybudowana w latach 1887-1893 w stylu neogotycko-neoromańskim jako kościół filialny parafii ewangelicko-augsburskiej w Pile. Budowla została wzniesiona na działce, której właścicielką była Marta Petter. W dniu 17 września 1892 roku zyskała rangę samodzielnego kościoła parafialnego. 
Po II wojnie światowej kościół został przejęty przez katolików. Poświęcony w 1946 roku otrzymał obecne wezwanie. Do 27 sierpnia 2002 roku był użytkowany jako kościół filialny parafii św. Rodziny. Od tego dnia jest samodzielnym kościołem parafialnym parafii Matki Bożej Częstochowskiej w Pile-Motylewie.